# Dumm und Dümmehr
Dumm und Dümmehr (Originaltitel: Dumb and Dumber To) ist eine US-amerikanische Filmkomödie von Peter und Bobby Farrelly. Die Fortsetzung zu Dumm und Dümmer ist am 14. November 2014 in den US-Kinos angelaufen, in Deutschland bereits einen Tag früher. Die Hauptrollen spielten wieder Jim Carrey und Jeff Daniels.

## Handlung
Lloyd Christmas ist über die unerfüllte Liebe zu Mary Swanson nie hinweggekommen und wurde in eine psychiatrische Anstalt eingewiesen, wo ihn sein bester Freund Harry Dunne seit zwanzig Jahren besucht. Nachdem Harry dem psychisch labilen Lloyd eröffnet hat, dass er ihn nicht mehr besuchen komme, offenbart ihm dieser, die ganze Zeit alles nur vorgetäuscht zu haben. Die beiden türmen und finden Unterschlupf in ihrer alten Wohnung, wo Harry sein medizinisches Problem beichtet: Da eine seiner Nieren versagt habe, sei er sterbenskrank und brauche bald einen Spender.
Harrys Eltern sind noch am Leben, aber von ihnen kann er nichts erwarten; da es nur seine Pflege-Eltern sind, sind die Nieren nicht kompatibel. Harrys Vater gibt ihm die Post, die sich angehäuft hat, seitdem er ausgezogen ist. Darunter ist eine Postkarte von seiner alten Flamme Fraida Felcher aus dem Jahr 1991, in der sie ihm mitteilt, dass sie schwanger sei und Harry sie anrufen solle. Fraida arbeitet in dem Bestattungsunternehmen ihrer Familie. Sie schreibt, dass sie auch eine Tochter namens Fanny hat, die sie jedoch als Baby zur Adoption freigegeben habe. Sie habe zwar versucht, zu Fanny Kontakt aufzunehmen, doch der Brief sei unbeantwortet zurückgekommen mit dem Hinweis, sie nie wieder anzuschreiben. Fraida hat auch ein Bild des Mädchens, das sie online gefunden hat.
Das Duo beschließt, Fanny zu suchen, und fährt im Leichenwagen nach Maryland, wo diese lebt. Wieder vereint, begeben sich die debilen Freunde auf die Suche nach einem fremden Kind, dem abhanden gekommenen Sprössling von Harry, in dem er seine letzte Rettung vor den Folgen einer schweren Nierenerkrankung sieht. Dr. Bernard Pinchelow und seine Frau Adele sind die Adoptiveltern von Fanny, die sich den neuen Namen Penny zugelegt hat. Penny ist zur KEN Convention nach El Paso in Texas gereist, wo sie eine Rede über das Lebenswerk ihres Vaters halten und ein Paket an einen der Ärzte auf dem Kongress überreichen soll. Sie vergisst jedoch das Paket wie auch ihr Handy.
Adele versucht mit Hilfe ihres Geliebten und Haushälters Travis, Bernard heimlich zu vergiften. Als Harry und Lloyd in deren Haus angekommen sind, informieren sie die Pinchelows über ihre Situation. Adele schlägt vor, dass Harry und Lloyd das Paket, das Milliarden wert sein soll, an Penny abliefern. Travis begleitet das Duo, wird aber extrem wütend auf die Possen der beiden. Während sie unterwegs sind, setzt Travis einen Feuerwerkskörper in das Auto, das Harry und Lloyd betäubt. Sie halten mit dem Leichenwagen mitten auf den Gleisen. Als Travis versucht, sie zu erschießen, wird er von einem Güterzug überrollt. Sie setzen ihre Reise fort und stoßen auf ihren alten Wagen, den sie anschließend klauen. Da Harry durch die gezündeten Feuerwerkskörper einen Hörsturz erleidet, besuchen die beiden ein Altenheim und klauen einer Bewohnerin ihr Hörgerät.
Kurz darauf erreichen Harry und Lloyd El Paso. Harry darf die KEN Convention betreten, da er wegen seines Hörgerätes für Dr. Pinchelow gehalten wird. Lloyd erreicht endlich Penny und vereinbart ein Treffen mit ihr. Während Harry an der Konferenz teilnimmt und eher durch Obszönitäten statt echtem Fachwissen auffällt, erfährt Lloyd, dass eigentlich er Pennys Vater sein muss. Ein Hinweis in dem ungeöffneten Brief, den Fraida an Penny geschickt hatte, lässt ihn darauf zurückkommen, dass er in der Nacht von Pennys Zeugung mit Fraida zusammen war. 
Als Penny in Richtung Convention stürmt, um ihre Rede zu halten, jedoch nicht eingelassen wird, da ihre Ausweisdokumente fehlen, treffen auch Adele Pinchelow und Captain Lippencott dem Zwillingsbruder des verstorbenen Travis ein. Adele enttarnt Harry und lässt ihn aus der Konferenz entfernen. Auf der Toilette kommt es zum Showdown: Adele und Lippencott bedrohen Harry, Fraida und Penny mit Pistolen und fordern Harry auf, das Paket zu übergeben. In dem Moment treffen zunächst Lloyd und anschließend Dr. Pinchelow mitsamt drei FBI-Agenten ein. Lloyd hat sich inzwischen eine Niere entfernen lassen, um Harry zu helfen, da Pennys Niere nicht kompatibel sein kann. Pinchelow, dessen Gesundheit hervorragend ist, wusste über Adeles Absichten Bescheid und lässt sie und Lippencott festnehmen. Im Gerangel schießt Adele auf Penny, Harry jedoch wirft sich vor sie und fängt die Kugel ab. 
Im Krankenhaus angekommen, verrät Harry Lloyd, dass er gar nicht krank sei und die Niere nicht benötige. Dies sei seine Revanche für Lloyds zwanzigjährige Täuschung gewesen, die er selbst entlarvt hat, als Lloyd bei einem Stuhlgang im Vorjahr zu viele auffällige Geräusche gemacht hat. Die beiden amüsieren sich darüber. Fraida setzt nun alle in Kenntnis, dass weder Lloyd noch Harry Pennys Vater ist. Ihr biologischer Vater ist der mittlerweile verstorbene Highschool-Freund Pete Stainer.
Als Harry und Lloyd El Paso verlassen, treffen sie auf zwei hübsche Damen und schwören sich, dieses Mal alles richtig zu machen: Beim Vorbeigehen schubsen sie die Frauen in einen Busch und laufen mit einem High five davon.

## Hintergrund
Ende Oktober 2011 wurde bekannt, dass die Farrelly-Brüder eine Fortsetzung zu ihrem Film Dumm und Dümmer drehen würden.
Im Juni 2013 wurde offiziell bestätigt, dass Warner das Projekt nicht fortsetzen will. Ein paar Tage später wurde bekanntgegeben, dass Universal und Red Granite Studios das Projekt übernehmen.

## Kritik
Der Film erhielt bei Metacritic eine Bewertung von 36/100 bei insgesamt 35 Kritiken. Auf der Website Rotten Tomatoes erhielt der Film, basierend auf 123 Kritiken, nur eine Bewertung von 28 %. Im Kritikerkonsens heißt es: „Dumm und Dümmehr hat seine Momente, aber nicht genug – der Humor der Farrelly-Brüder ist bei weitem nicht so erfrischend grenzüberschreitend, wie er einst schien.“ („Dumb and Dumber To does have its moments, but not enough of them -- and the Farrelly brothers' brand of humor is nowhere near as refreshingly transgressive as it once seemed.“) Der filmdienst urteilte, in „groben Zügen wiederholt der Film Grundzüge und Details des Originals, nur dass die Kindsköpfe inzwischen fast ein großväterliches Alter erreicht haben“. Der Film sei ein „anarchisch-derber, dabei argloser Kinospaß, der kindische Einfalt und unübertreffliche Dummheit als beneidenswerte Gaben erscheinen lässt“.